# Перлинний майдан

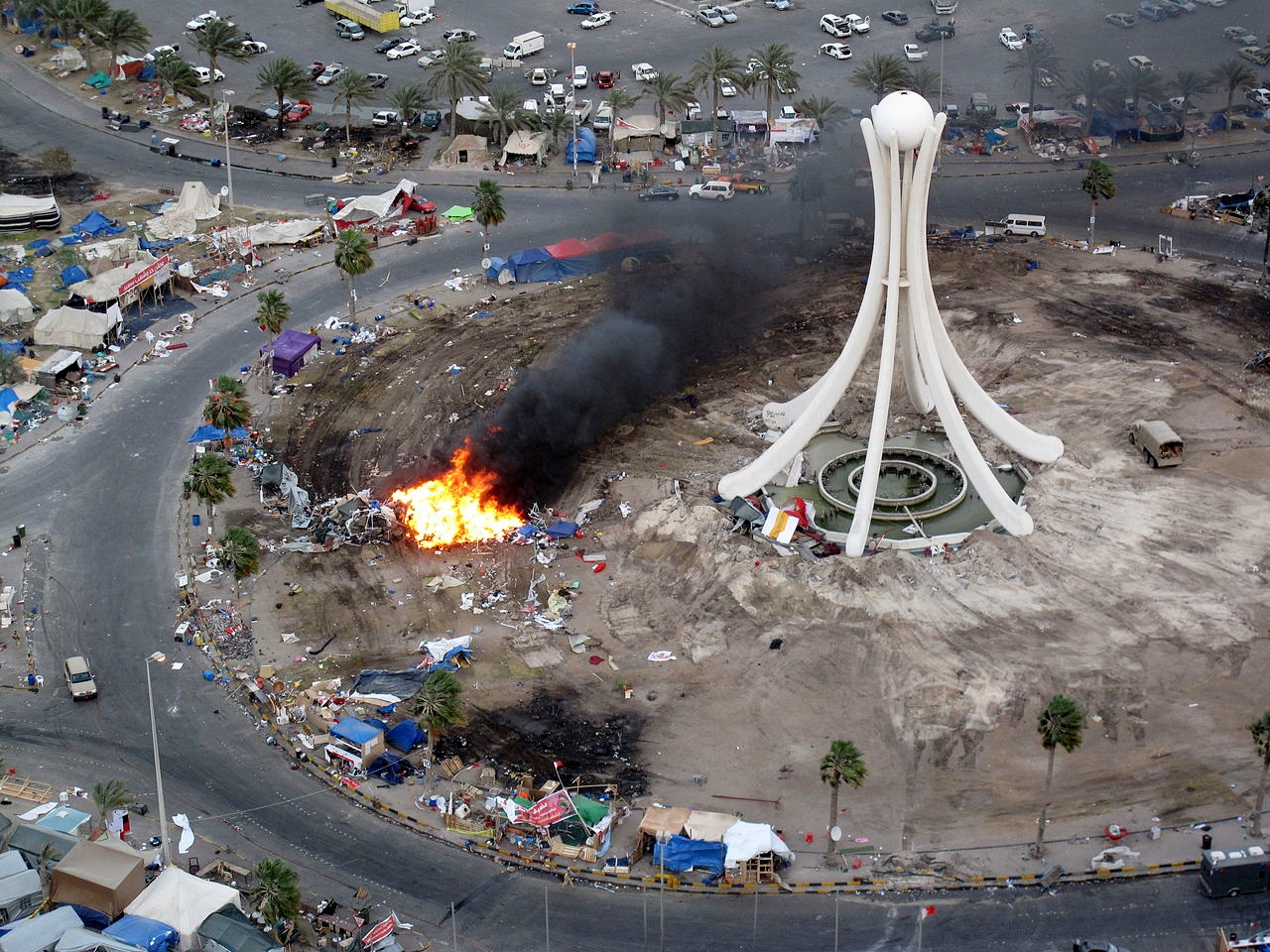
майдан незадовго до зносу пам'ятника (16 березня)

Перлинний майдан (Перл-Сквер, Лулу-Сквер) (араб. دوار اللؤلؤة, англ. Pearl Roundabout, Lulu Roundabout, Pearl Square) — назва кругової транспортної розв'язки у центрі столиці Бахрейну — Манами. Назва походить від Перлинного монументу, який раніше знаходився в центрі майдану.

## Перлинний монумент
Перлинний монумент було зведено 1982 року. Він був 90 м заввишки та складався з шести парусів і перлини нагорі. Паруси символізували шість арабських країн Перської затоки, а перлина — єдину спадщину країн. 18 березня 2011 року урядові війська знесли монумент, який до того часу став символом боротьби за свободу.

## Заворушення 2011 року
Майдан порівнюють з каїрським майданом Тахрір, оскільки на ньому проходять основні мітинги опозиції. Самі мітингувальники перейменували Перлинний майдан на майдан Тахрір.